# Epiplema unangulata
Epiplema unangulata is een vlinder uit de familie van de uraniavlinders (Uraniidae). De wetenschappelijke naam van de soort werd voor het eerst geldig gepubliceerd in 1896 door William Warren.